# フセーヴォロド・ガルシン

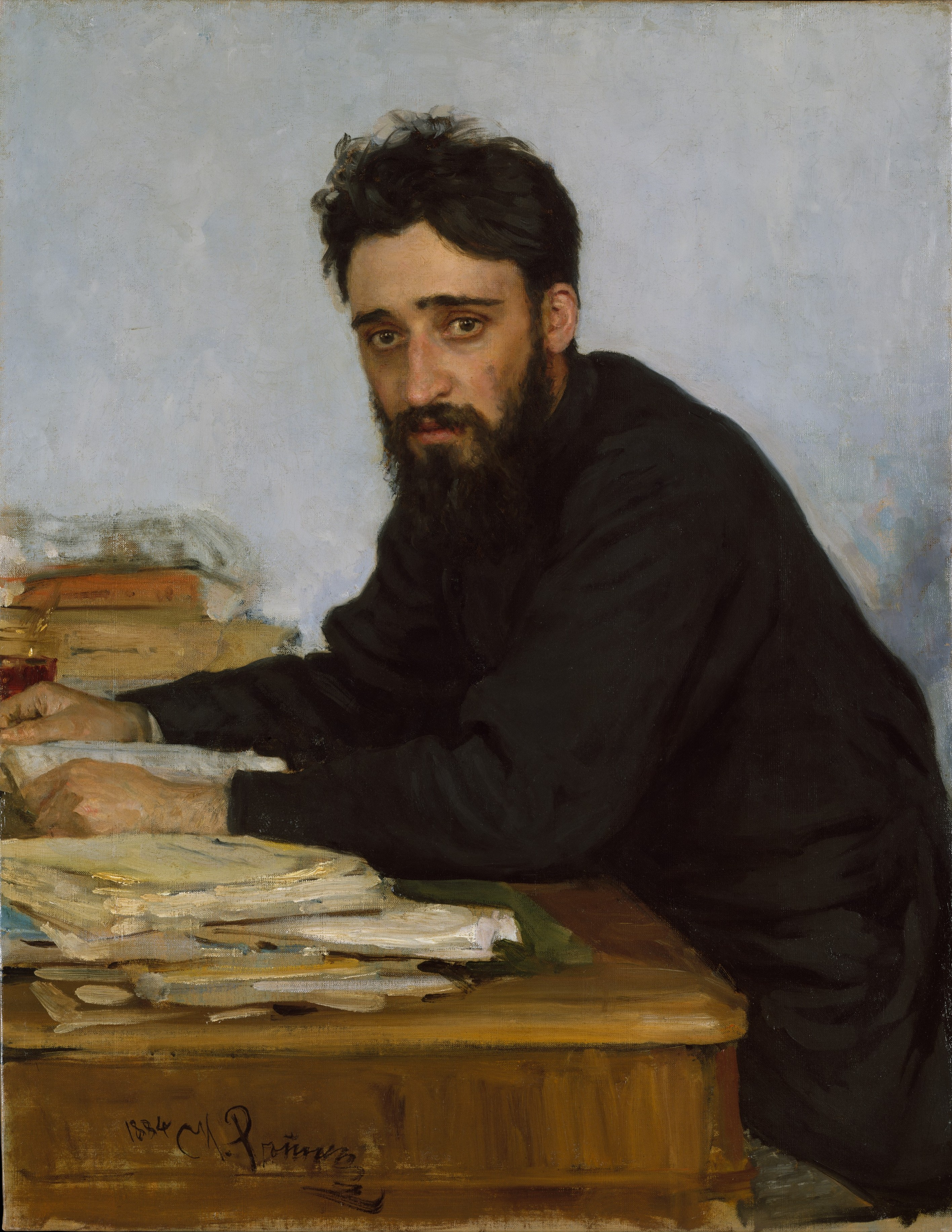
レーピンによるガルシンの肖像画

フセーヴォロド・ミハイロヴィチ・ガルシン（ロシア語: Всеволод　Михайлович　Гаршин, ラテン文字転写: Vsevolod Mikhajlovich Garshin, 1855年2月14日 - 1888年4月5日）は、ロシアの小説家。作品に『赤い花』『四日間』『信号』などがある。

## 略歴
ロシアのエカテリノスラフ県（現在のウクライナ領）に生まれる。貴族であった父などの影響で、幼年期からトルストイなどのロシア古典文学を始め、ユーゴーやチェルヌイシェフスキーの著作に親しんだ。
1863年、ガルシンはペテルブルクに転居し、地元の中学校へ通った。このころから精神疾患に悩まされるようになり、生涯にわたりガルシンを苦しめた。
中学を卒業後、工業専門学校に通っていたガルシンは、1877年に開戦した露土戦争が激しくなると従軍を志願してブルガリアなどに赴いた。この戦地での経験や取材を元に、『四日間』や『戦争情景』などの作品を書き上げた。
1883年に医学生のナジェージダ・ニコラエヴナと結婚。同時期にガルシンは妻の名を題にした『ナジェージダ・ニコラエヴナ』を書き上げた。しかしこの頃、精神疾患の症状が悪化したため、この頃に書かれた作品の数は少ない。
1888年、コーカサスに転地療養する直前に飛び降り自殺を図った。その際の怪我が致命傷となり、同年4月5日に死去した。

## 作品について
精神病にたびたび悩まされ、33歳で自殺したため、ガルシンが生涯に残した作品は20作品程度しかない。
初期の作品は、自らの戦争体験にもとづいたものが多い。また学生時代には画家のヴェレシチャーギンらとも交流があり、美術評論も数作著している。
戦場からペテルブルクに戻った1877年から1880年にかけては、ガルシンが創作に没頭することができた時期で、『邂逅』『従卒と士官』『画家たち』『アッターレア・プリンケプス』など、この頃に書かれた作品も多い。
しかしその後精神疾患の発作に悩まされ、精神病院で療養する日々を送った。この時期に書かれた作品として、『あかい花』『夢がたり』が挙げられる。また歴史小説を執筆する計画もあり、資料の収集などを行っていたが、ガルシンの死によりこれは実現に至らなかった。
日本では、二葉亭四迷や神西清などが翻訳し、その著作を紹介した。プーシキンとともに、太宰治が傾倒した作家としても知られる。

## 主要な著作
- 四日間（1877年）
- 戦場風景-アヤスラル戦闘-(1877年)
- 事件(1878年)
- ごく短い小説(1878年)
- 臆病者(1879年)
- 邂逅(1879年)
- 画家たち(1879年)
- 従卒と士官（1880年）
- アッタレーア・プリンケプス（1880年）
- 夜(1880年)
- 夢がたり（1882年）
- ペテルブルグ便り(1882年)
- 兵卒イワーノフの回想より(1883年)
- あかい花（1883年）
- 熊(1883年)
- がま蛙と薔薇の花(1884年)(童話)
- ナジェージダ・ニコラーエヴナ(1885年)
- 騎人アゲイの話(1886年)
- 蛙の旅行家(1887年)(童話)
- 信号（1887年）